# Diacattleya
× Diacattleya, (abreviado Ctyl) en el comercio, es un híbrido intergenérico entre los géneros de orquídeas Cattleya × Diacrium. Fue publicado en Garden (London 1871-1927) 72: 95 (1908).